# Kopytářka
Kopytářka je zaniklá usedlost v Praze 8-Libni, která stála severně od Stírky v místech zahrádkářské kolonie pod Okrouhlíkem.

## Historie

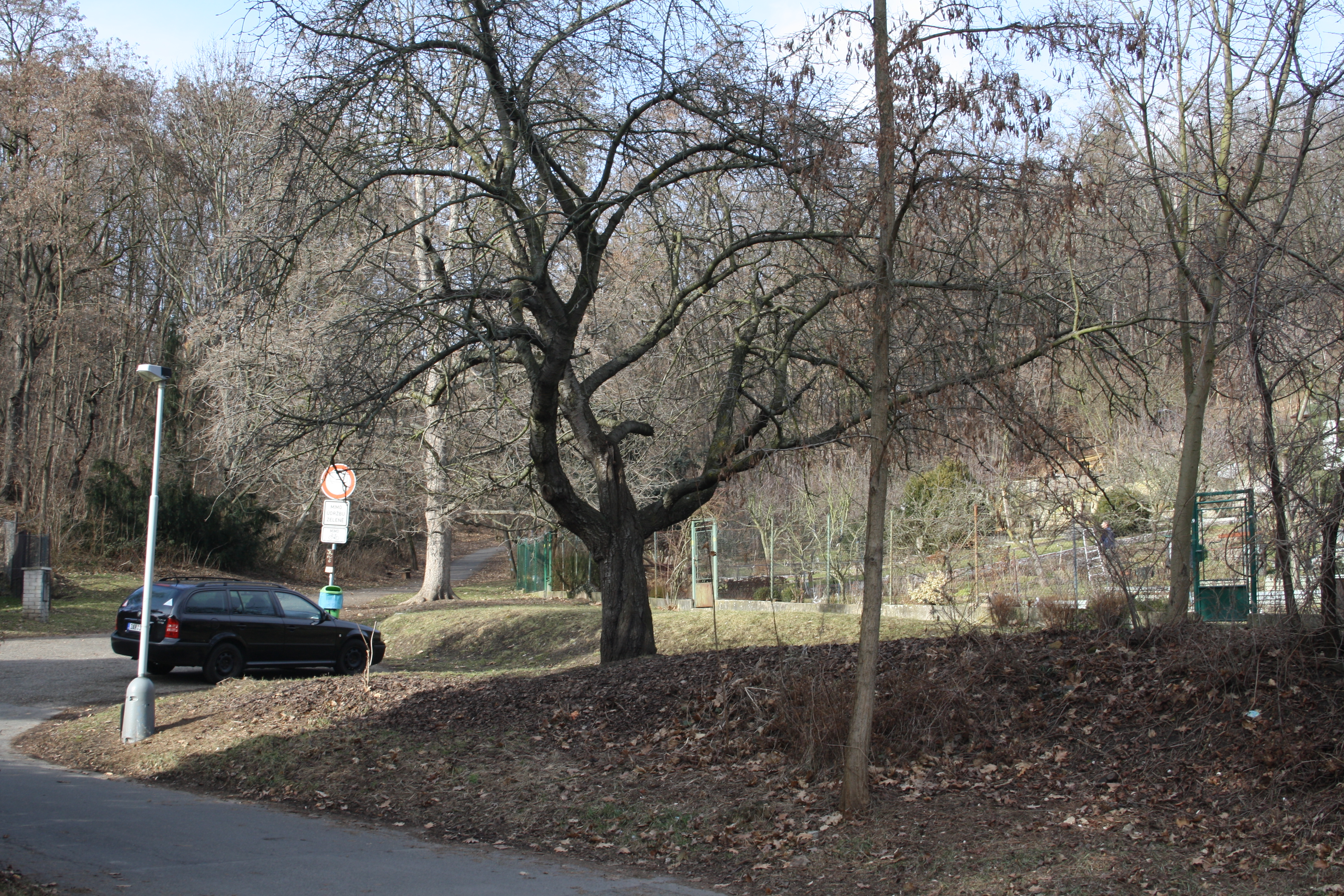
Zahrádkářská osada Okrouhlík na místě zaniklé usedlosti

Vinice s usedlostí Kopytářka se nacházela v severní části Libně na hranici s obcí Kobylisy a patřily k ní též polnosti. V Tereziánském katastru je zapsána v držení Magdaleny Mayerové (rozené Gablerové), roku 1758 byla v majetku Františka Štingla. V polovině 19. století ji vlastnil velkostatkář a advokát Jan Měchura (tchán Františka Palackého), který měl v držení také nedalekou usedlost Malovaný lis (Valentinum).
Usedlost i s vinohradem zanikla počátkem 20. století, zůstalo po ní jen pojmenování místní ulice Na Kopytářce.

### Zajímavosti
Na začátku 19. století se v Libni udržely pouze čtyři vinice: kromě Kopytářky ještě Bulovka, Císařecká a Šedivá. "Ostatní dávno přeměnily se na výnosnější popluží."